# Lille Havsjön, Västergötland

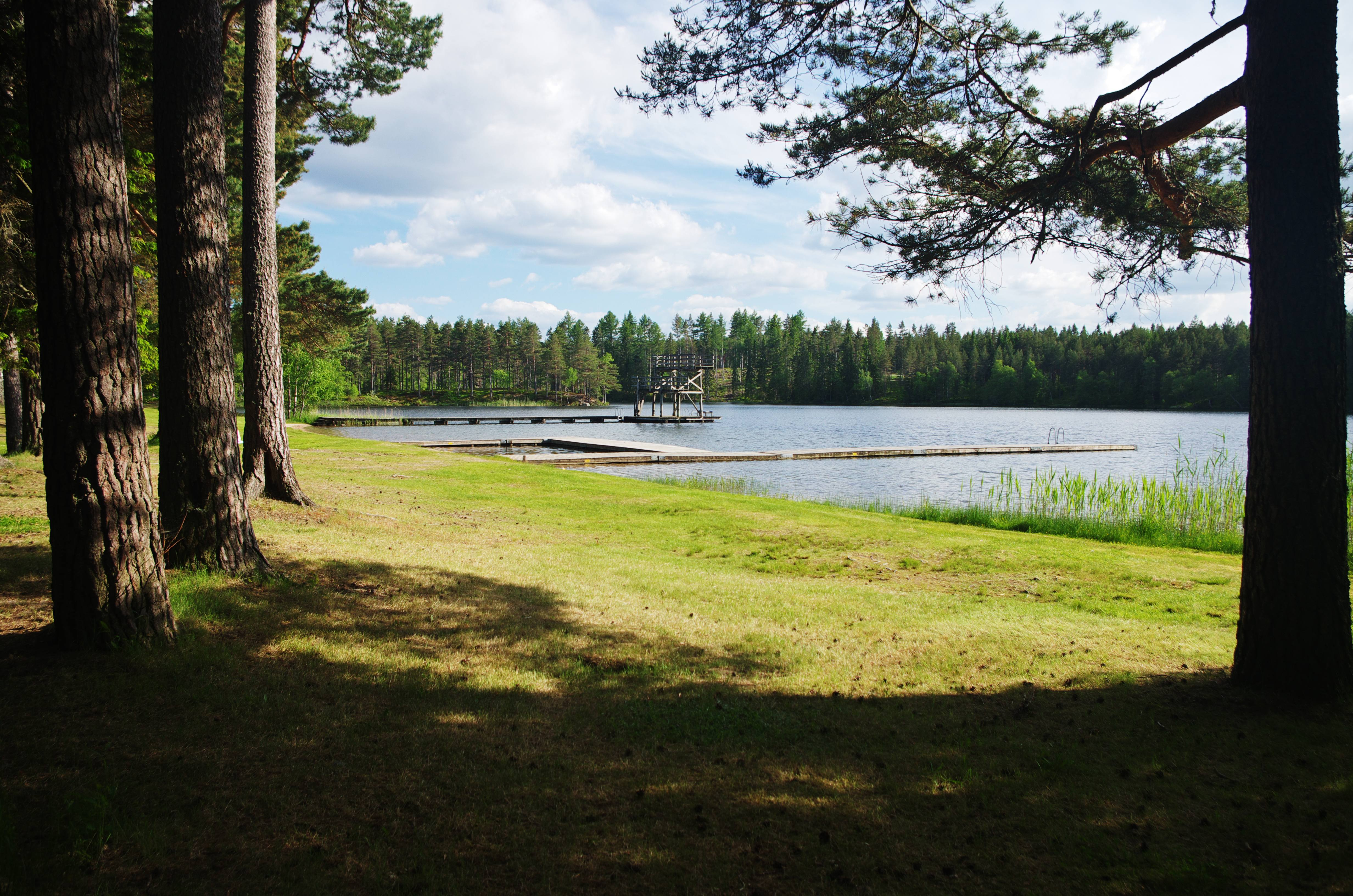
Lilla Havssjön sommaren 2013.

Lille Havsjön eller Lilla Havssjön är en bad- och fiskesjö på Hökensås i Tidaholms kommun i Västergötland som ingår i Göta älvs huvudavrinningsområde. Sjön har en area på 0,107 kvadratkilometer, är ca 13 meter djup och ligger 244,1 meter över havet. Sjön har badbryggor, hopptorn och sandstrand. Vattnet är klart och sjön omges av tallskog. Badplatsen drivs av Tidaholms kommun. I sjön finns abborre och inplanterad ädelfisk.

## Delavrinningsområde
Lille Havsjön ingår i delavrinningsområde (644634-139708) som SMHI kallar för Mynnar i Yan. Medelhöjden är 217 meter över havet och ytan är 14,09 kvadratkilometer. Det finns inga delavrinningsområden uppströms utan avrinningsområdet är högsta punkten. Vattendraget som avvattnar avrinningsområdet har biflödesordning 4, vilket innebär att vattnet flödar genom totalt 4 vattendrag innan det når havet efter 314 kilometer. Delavrinningsområdet består mestadels av skog (59 %), öppen mark (10 %) och jordbruk (25 %). Avrinningsområdet har 0,32 kvadratkilometer vattenytor vilket ger det en sjöprocent på 2,2 %.